# Ойме
Ойме (у перекладі з ерз. ойме — душа; стилізується як ОЙМЕ/OYME) — музичний колектив, що представляє культуру фінно-угорських народів Росії.
Утворений за межами Мордовії в 2011 році. В даний час група працює за двома напрямками: традиційна програма та world music.
Традиційна етнографічна програма базується на музичному фольклорі ерзя, мокша, також виконують пісні народу шокша. В основі традиційний жіночий багатоголосний спів. Етнографічне спрямування OYME включає у себе народні пісні, плачі, інструментальні награвання на автентичних музичних інструментах представників ерзян та мокшан. На базі власних етнографічних експедицій учасники групи «ОЙМЕ» займаються реконструкцією стародавніх обрядів та ритуалів, національних свят, багато з яких потім адаптують для сцени і інтерактиву з глядачами. Також ОЙМЕ займається реконструкцією національних музичних інструментів та народних костюмів ерзя, мокша.
Специфіка стилю world music (folk electronic) полягає в використанні комп'ютерних технологій, традиційних музичних інструментів мокша, ерзя, а також різних перкусій народів світу. Репертуар OYME складається з календарних та обрядових пісень мордовських народів, а також пісень життєвого циклу.
У травні 2016 року група OYME взяла участь у російському і білоруському турах Deep Forest напередодні виходу нового альбому «Evo Devo», в якому виконувала композиції «Oyme's Song» і «Simply Done», записані спільно з Deep Forest.

## Склад
- Керівник групи: Єжевіка Спіркіна
- Вокальний склад: Єжевіка Спіркіна, Лариса Зибкіна, Ксенія Зобанова, Анастасія Косова
- Ударні, перкусія: Олена Барскова
- Скрипка: Владислав Осколков
- Звукорежисер: Валентин Осинський

Також в роботі групи брала участь Ганна Панішева (Панішень Аня).

## Інші персоналії
Логотип для групи створив учасник колективу «Волга», володар Греммі (оформлення обкладинки музичного альбому Френка Заппи) Юрій Балашов. Саунд-продюсуванням для ОЙМЕ займається Володимир Осинський.

## Дискографія
- 15 квітня 2016[7] року у складі альбому «Something Old, Something New…» Вілла Джонса вийшов спільний з ОЙМЕ трек «Tears of a Butterfly»
- 10 червня 2016 року у складі альбому «EVO DEVO» групи Deep Forest два спільних з ОЙМЕ треки: Oyme's song і Simply Done.
- 13 серпня 2016 року альбом «Штатол», де був представлений матеріал, зібраний в етнографічних експедиціях

## Відеокліпи
| Рік  | Кліп        | Режисер        | Артист      | Альбом   |
| ---- | ----------- | -------------- | ----------- | -------- |
| 2015 | Oyme's song |                | Deep Forest | EVO DEVO |
| 2017 | Vaya        | Максим Биканов | OYME        |          |

## Галерея

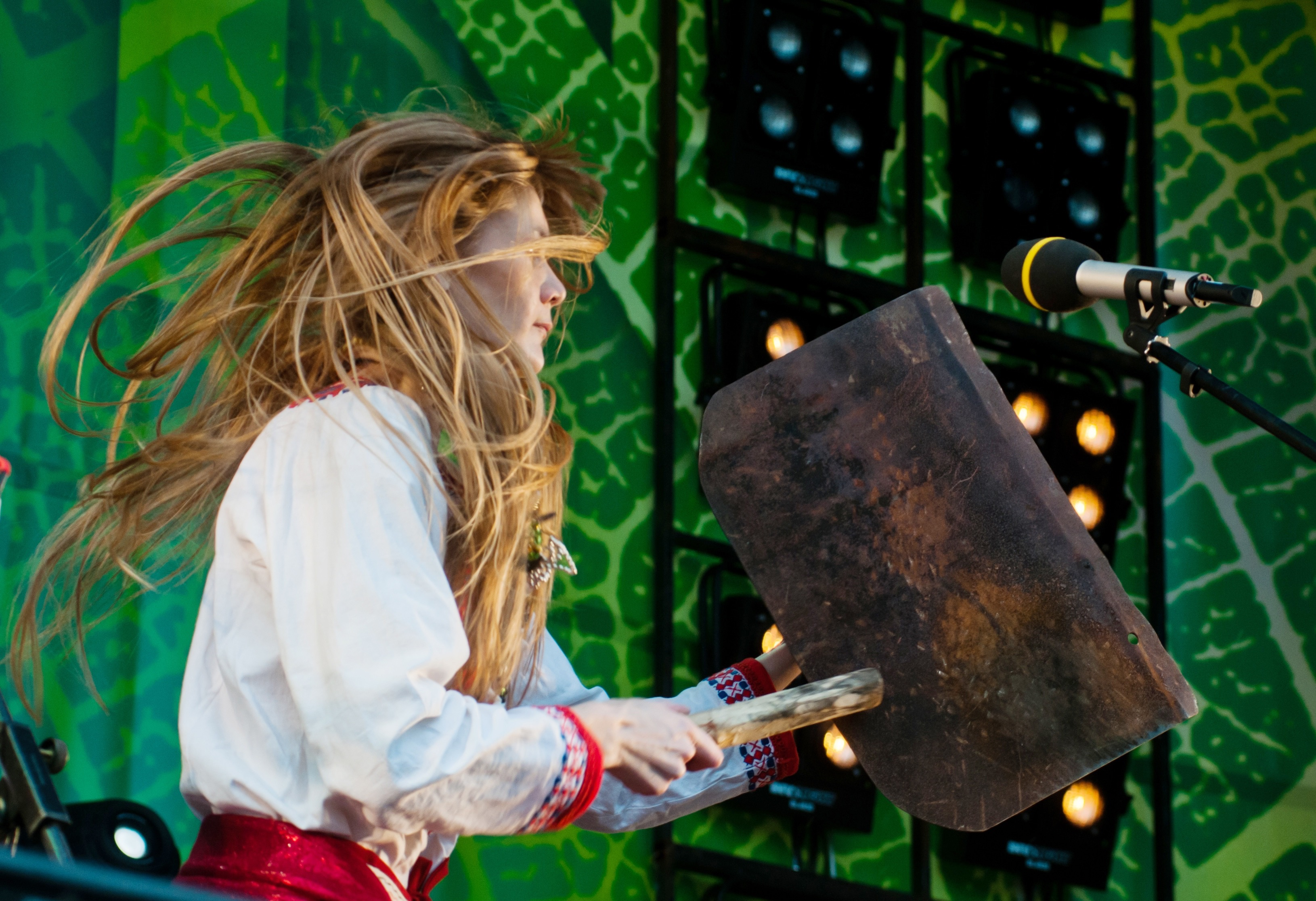
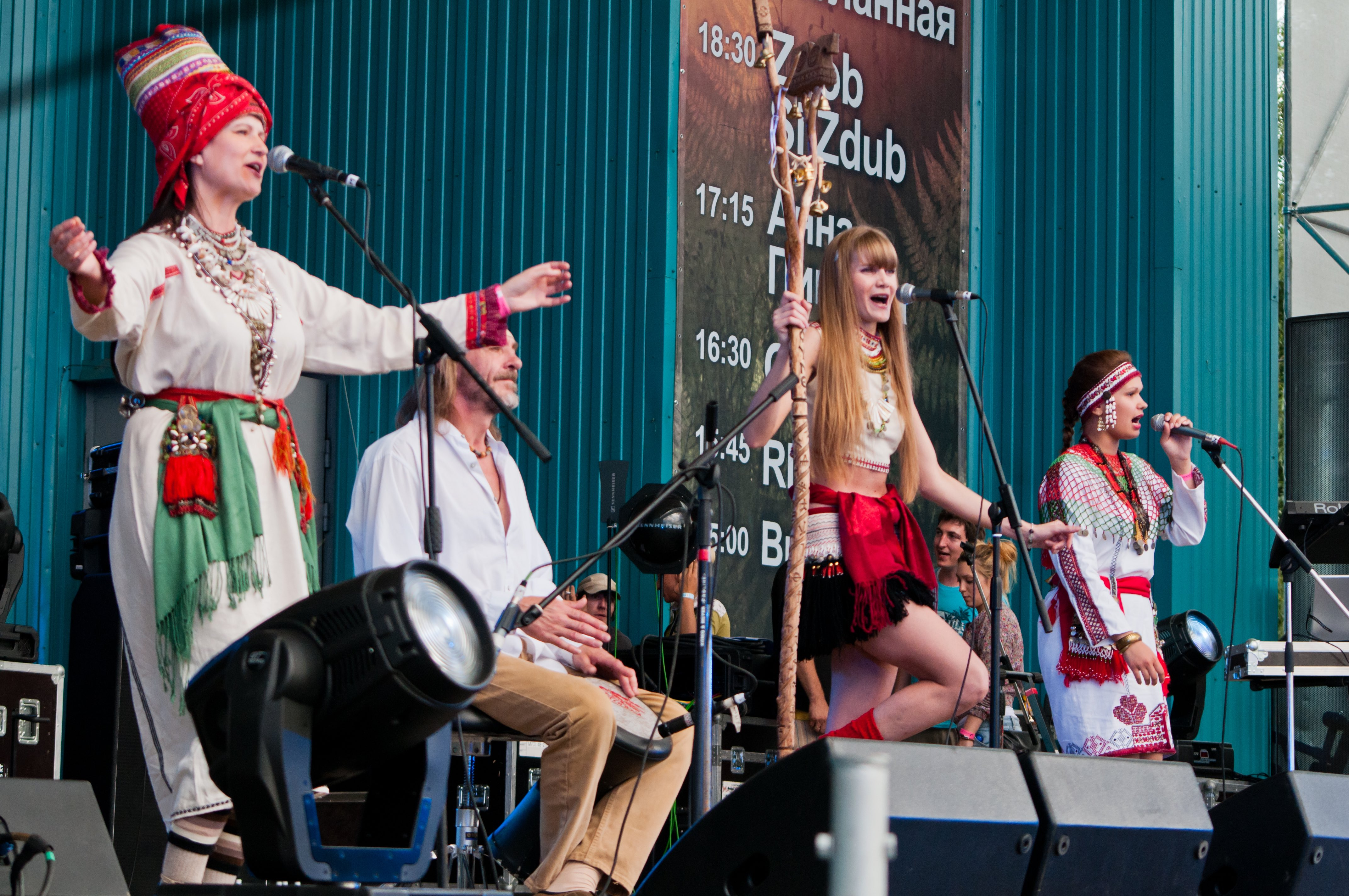
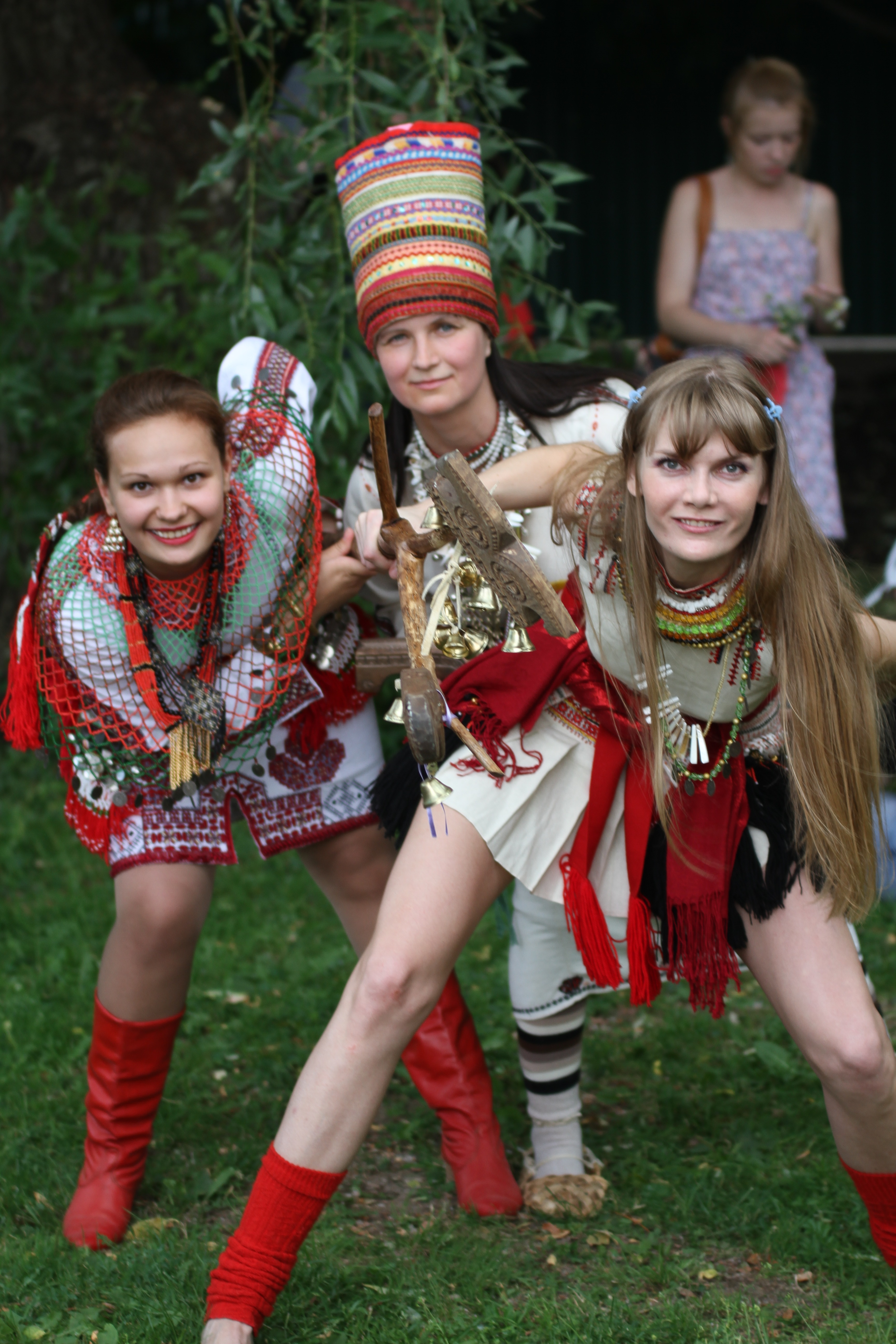
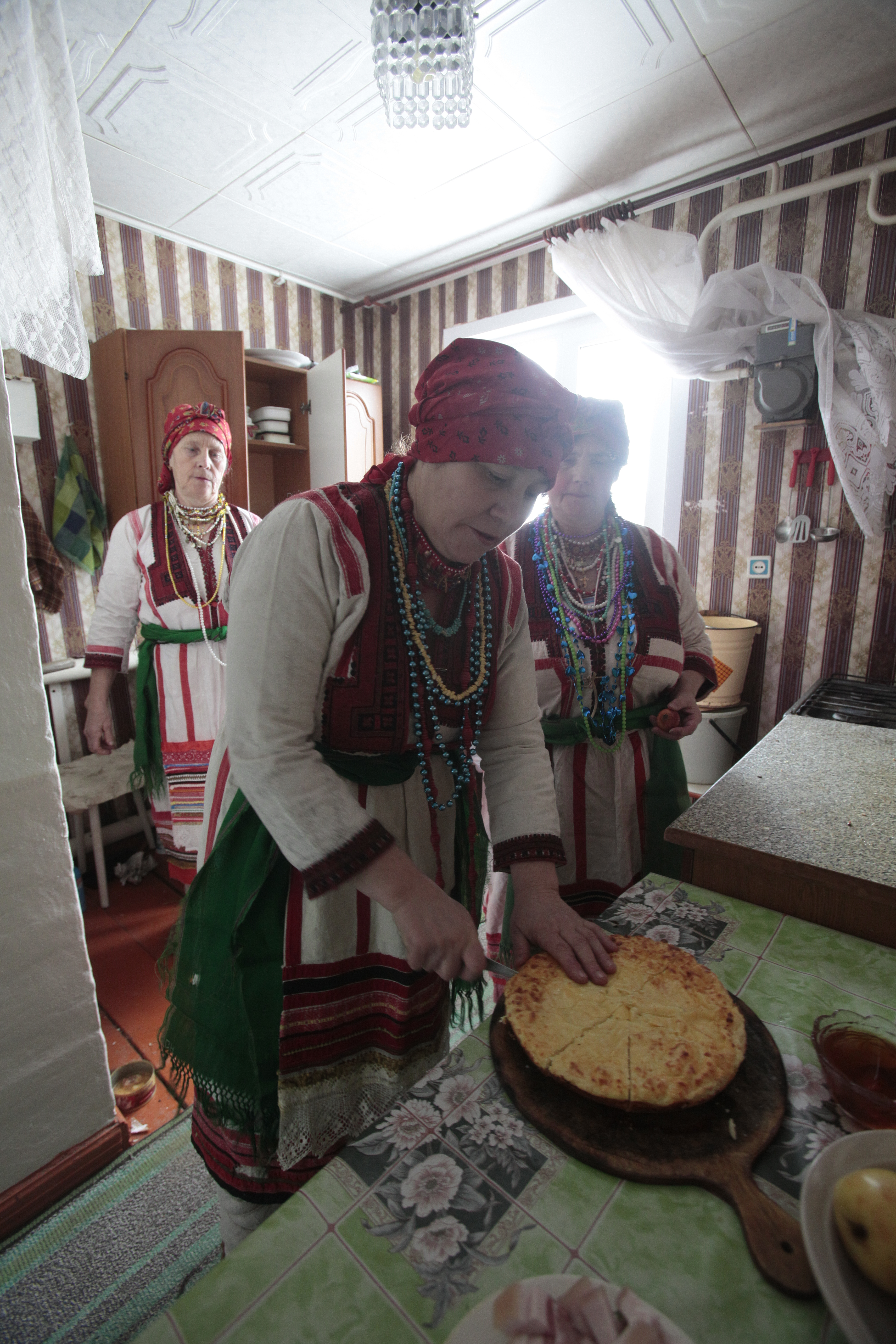
OYMEexpedition в селі Напольнаа Тавла Октябрьського району Республіки Мордовія. 21 лютого 2012 року. На фото керівник сільського ансамблю «Толава» Суняйкіна Н. М.
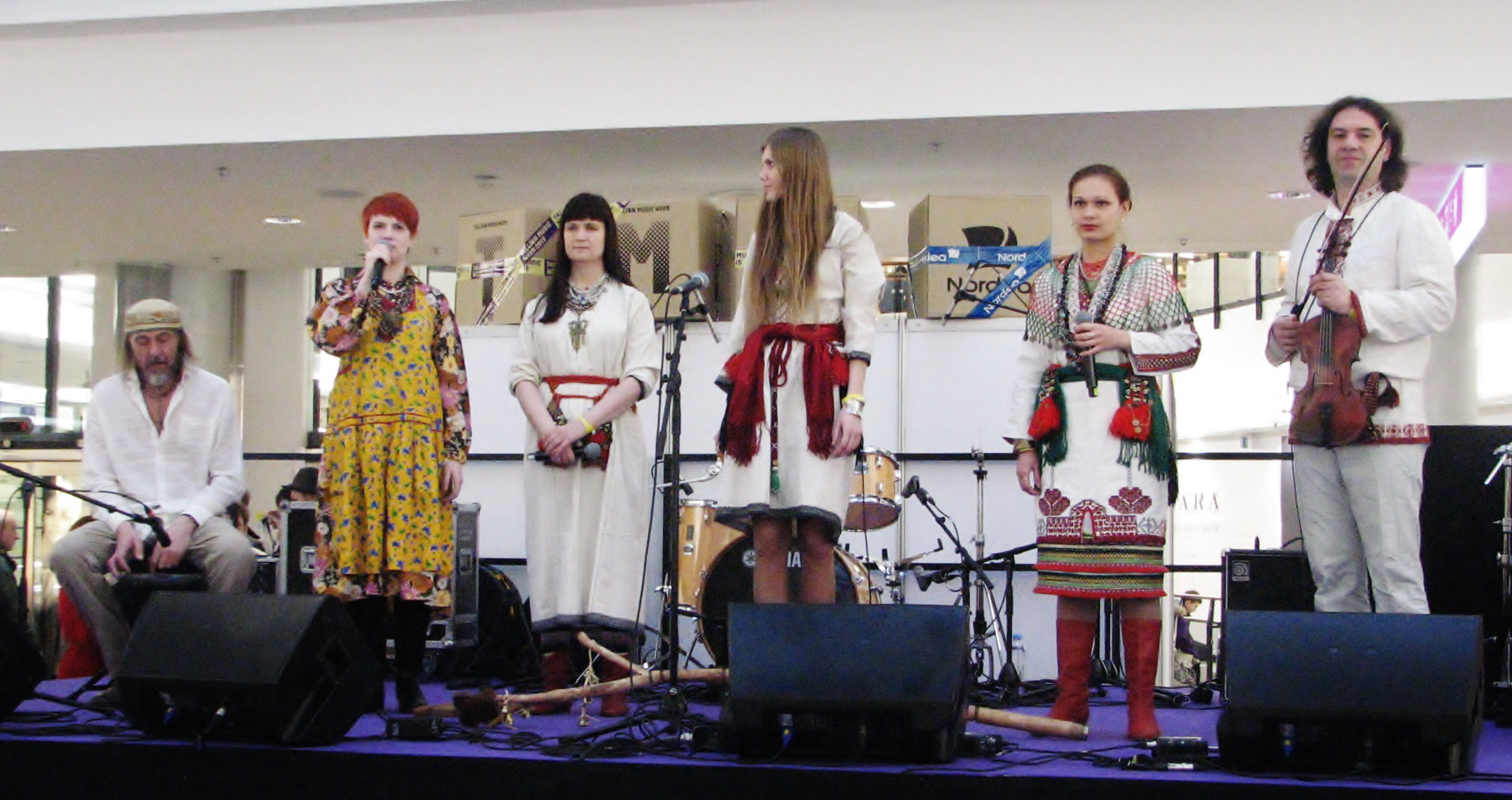
гурт OYME на Tallinn Music Week, 2015 р.
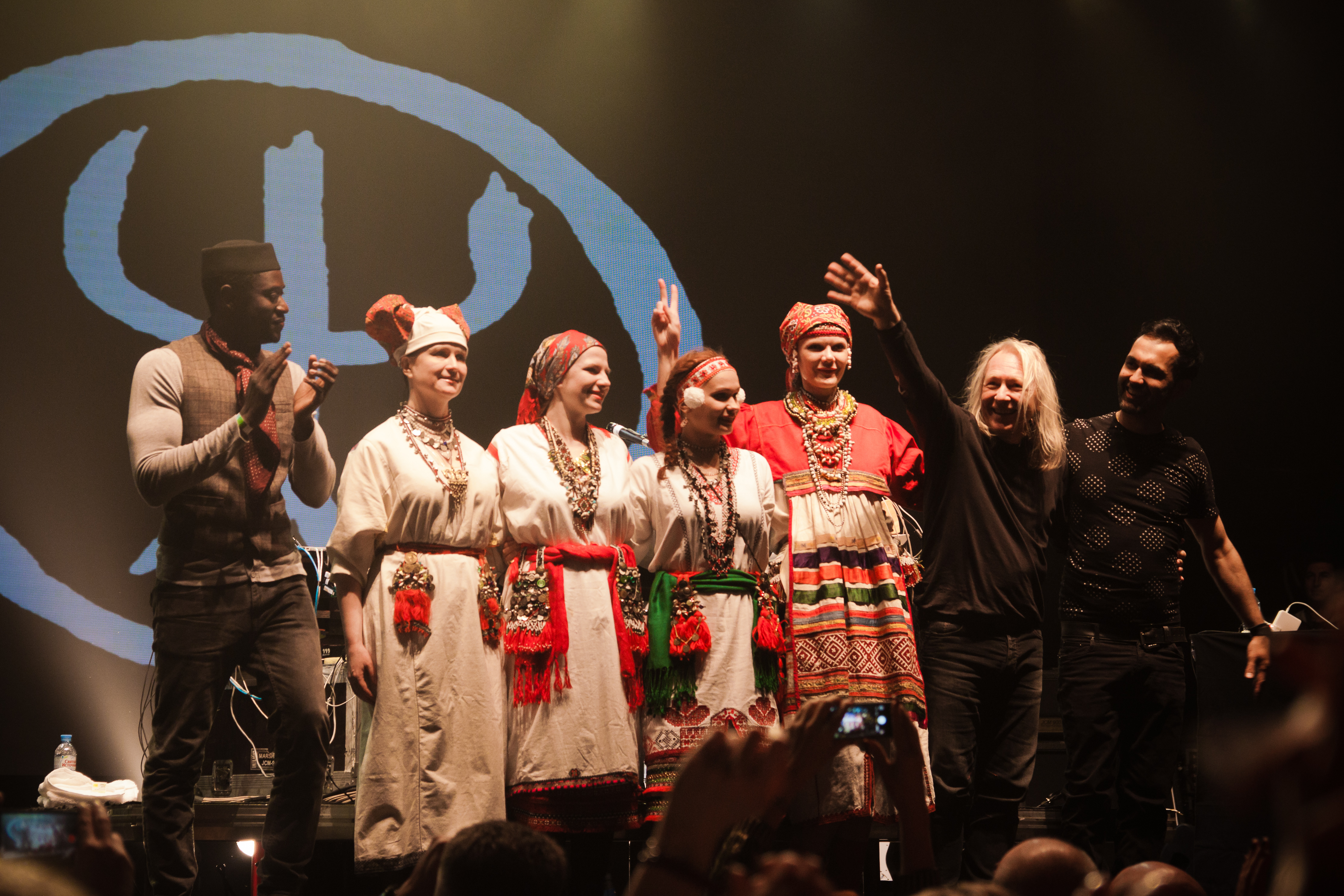
Ерзянська група OYME і французька група Deep Forest в Yotaspace, 17 квітня 2017